# District historique de Beaufort
Pour les articles homonymes, voir Beaufort.
Le district historique de Beaufort – ou Beaufort Historic District en anglais – est un district historique américain situé dans le centre-ville de Beaufort, dans le comté de Carteret, en Caroline du Nord. Il est inscrit au Registre national des lieux historiques depuis le 6 mai 1974.